# ロイヤルオークホテル スパ&ガーデンズ

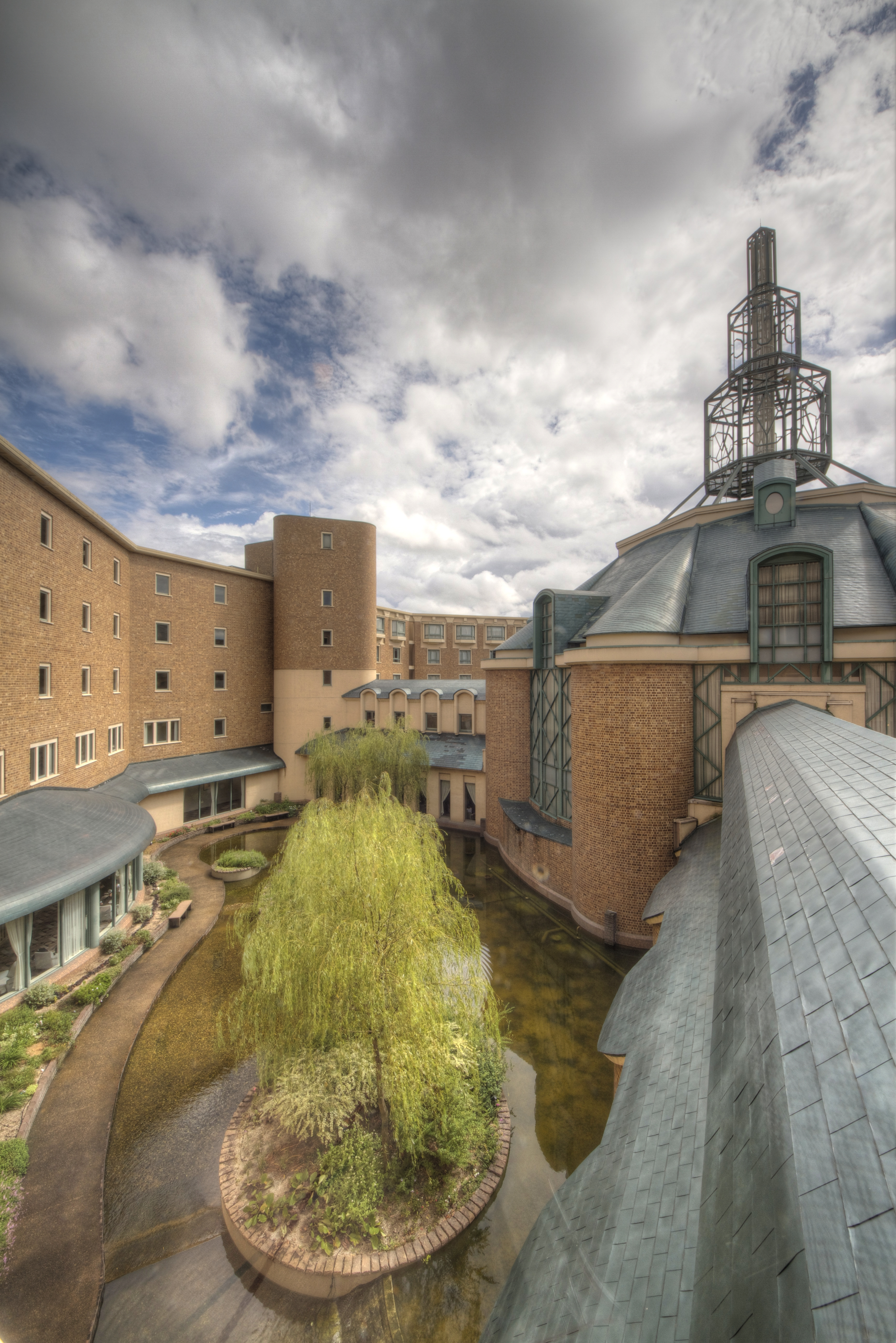
ホテル内観（2011年9月）

ロイヤルオークホテル スパ&ガーデンズは、滋賀県大津市に所在したリゾートホテル。旧名称および通称は『ロイヤルオークホテル』である。

## 概要
客室169室、レストラン6軒、プールなどを有する地上5階建ての大型リゾートホテル。滋賀県道559号近江八幡大津線（湖岸道路）沿いにあり、琵琶湖に面していた。
なお、『ロイヤルオークホテル スパ&ガーデンズ』として再開業した後は、スパ施設やフィットネス施設を充実させた。しかし、京都市内に大型ホテルが開業し始めると苦戦に陥り、シンガポールのファンドにより経営体質の改善が進められたが、2019新型コロナウイルスの影響による休業と事業停止を経て2020年（令和2年）5月に破産を申請した。その後、2022年（令和4年）5月から解体工事が行われた。

## 沿革
- 1990年（平成2年） - 当ホテルの前身となる『ロイヤルオークホテル』が開業。
- 2002年（平成14年） - ロイヤルオークシガ（当時の運営会社）の経営が行き詰まり、ロイヤルオークリゾート（新たに設立されたホテル運営会社）に建物を売却し、同社に運営権を譲渡。
- 2006年（平成18年） - 改装工事などを経て、『ロイヤルオークホテル スパ&ガーデンズ』に改称して再開業[2]。
- 2017年（平成29年） - シンガポールのファンドが運営会社の全株式を取得し、経営体質の改善を図る。
- 2019年（令和元年） - 同年12月に下水道料金問題が発覚（後述）。
- 2020年（令和2年） - 2019新型コロナウイルスの感染が急拡大した影響により、同年4月28日から6月30日まで休業とすることを発表し、同年5月1日に大津地方裁判所で破産手続きの開始が決定する（詳細は後述）[3]。
- 2021年（令和3年） - 12月、清算結了[4]。
- 2022年（令和4年） - 同年5月から解体工事を開始[注 2][1]。

## 破産
2019新型コロナウイルスの感染が急拡大した影響によって訪日外国人客の需要がほぼ消滅し、緊急事態宣言の発令に伴って同ホテルは2020年（令和2年）4月28日から6月30日まで休業とすることを発表したうえで事業の継続を模索したものの、先行きの見通しはたたず、従業員全員を解雇して事業を停止した。その後、同年5月1日に大津地方裁判所において破産手続き開始決定がなされた。なお、負債総額は50億円以上であった。

## 下水道料金問題
2019年（令和元年）12月、ホテル側は大津市に対し、1990年（平成2年）の開業当初から客室のトイレやプールに使っていた地下水を公共下水道に無断で放流していたことを申告した。大津市は、納められるはずだった下水道使用料を6億2,400万円と推定したが、請求できる使用料は時効分を除いた5年分の使用料1億3,100万円と過料3億9,500万円を加えた額にとどまった。しかしホテル側の経営は不正使用の申告後、コロナウイルスの影響で急速に悪化しており、大津市からホテルへの料金請求通知は破産申請後となった。

## 交通アクセス
- JR琵琶湖線（東海道本線）瀬田駅
  - 近江鉄道バス「ロイヤルオークホテル」停留所下車、徒歩すぐ（※同停留所を経由する路線は2022年3月31日をもって廃止）。
  - タクシーで約6分[10]。
- JR琵琶湖線（東海道本線）石山駅
  - 北口から無料送迎バス（シャトルバス）で約10分[10]。
  - 南口からタクシーで約8分[10]。